# Забеле (гміна Кольно)
Забеле (пол. Zabiele) — село в Польщі, у гміні Кольно Кольненського повіту Підляського воєводства.
Населення — 940 осіб (2011).
У 1975-1998 роках село належало до Ломжинського воєводства.

## Демографія
Демографічна структура станом на 31 березня 2011 року:
|          | Загалом | Допрацездатний вік | Працездатний вік | Постпрацездатний вік |
| -------- | ------- | ------------------ | ---------------- | -------------------- |
| Чоловіки | 482     | 115                | 310              | 57                   |
| Жінки    | 458     | 111                | 241              | 106                  |
| Разом    | 940     | 226                | 551              | 163                  |